# Chrisman
Chrisman és una població dels Estats Units a l'estat d'Illinois. Segons el cens del 2000 tenia 1.318 habitants.

## Demografia
Segons el cens del 2000, Chrisman tenia 1.318 habitants, 531 habitatges, i 340 famílies. La densitat de població era de 697,1 habitants/km².
Dels 531 habitatges en un 29,2% hi vivien nens de menys de 18 anys, en un 53,5% hi vivien parelles casades, en un 7,9% dones solteres, i en un 35,8% no eren unitats familiars. En el 32,8% dels habitatges hi vivien persones soles el 18,1% de les quals corresponia a persones de 65 anys o més que vivien soles. El nombre mitjà de persones vivint en cada habitatge era de 2,27 i el nombre mitjà de persones que vivien en cada família era de 2,89.
Per edats la població es repartia de la següent manera: un 22,3% tenia menys de 18 anys, un 7,5% entre 18 i 24, un 23,6% entre 25 i 44, un 21,2% de 45 a 60 i un 25,3% 65 anys o més.
L'edat mediana era de 43 anys. Per cada 100 dones de 18 o més anys hi havia 73,9 homes.
La renda mediana per habitatge era de 33.167 $ i la renda mediana per família de 42.321 $. Els homes tenien una renda mediana de 32.313 $ mentre que les dones 21.875 $. La renda per capita de la població era de 16.651 $. Aproximadament el 5,1% de les famílies i el 10,7% de la població estaven per davall del llindar de pobresa.

## Poblacions properes
El següent diagrama mostra les poblacions més properes.